# 993年
| 千纪： | 1千纪                                                                                                |
| 世纪： | 9世纪 \| 10世纪 \| 11世纪                                                                            |
| 年代： | 960年代 \| 970年代 \| 980年代 \| 990年代 \| 1000年代 \| 1010年代 \| 1020年代                         |
| 年份： | 988年 \| 989年 \| 990年 \| 991年 \| 992年 \| 993年 \| 994年 \| 995年 \| 996年 \| 997年 \| 998年      |
| 纪年： | 癸巳年（蛇年）；于阗天兴八年；契丹統和十一年；北宋淳化四年；大理明統二年；越南兴统五年；日本正曆四年 |

## 大事记
- 中國
  - 二月，四川王小波、李順起義。
- 第一次高麗契丹戰爭，翌年遼將鴨綠江左岸女真之地讓給高麗，高麗則與宋斷交，奉遼為正朔。
- 越南
  - 黎桓受北宋封為交趾郡王。
- 太阳表面可能发生大规模耀斑[1] 。